# Светско првенство у атлетици на отвореном 1991 — 800 метара за жене
Трка на 800 метара у женској конкуренцији на 3. Светском првенству у атлетици 1991. у Токију одржана је 24., 25. и 26. августa на Олимпијском стадиону.
Титулу освојену 1987. у Риму бранила је Зигурн Водарс из Источне Немачке.

## Земље учеснице
Учествовало је 36 такмичарки из 26 земаља.
1. Аустралија (1)
2. Бразил (1)
3. Гернзи (1)
4. Доминика (1)
5. Италија (1)
6. Канада (1)
7. Куба (1)
8. Лесото (1)
9. Мали (1)
10. Мозамбик (1)
11. Монтсерат (1)
12. Немачка (3)
13. Португалија (1)
14. Румунија (3)
15. САД (3)
16. Совјетски Савез (3)
17. Судан (1)
18. Суринам (1)
19. Теркс и Кејкос (1)
20. Уганда (1)
21. Уједињено Краљевство (3)
22. Финска (1)
23. Холандија (1)
24. Чехословачка (1)
25. Шведска (1)
26. Шпанија (1)

## Освајачи медаља
| Освајачи медаља    |                    |           |  |  |  |  |
|                    |                    |           |  |  |  |  |
|                    |                    |           |  |  |  |  |
|                    |                    |           |  |  |  |  |
| Лилија Нурутдинова | Ана Фиделија Кирот | Ела Ковач |  |  |  |  |
| Совјетски Савез    | Куба               | Румунија  |  |  |  |  |

## Рекорди
Списак рекорда у трци на 800 метара пре почетка светског првенства 23. августа 1991. године:
| Рекорди пре почетка Светског првенства 1991.  | Рекорди пре почетка Светског првенства 1991. | Рекорди пре почетка Светског првенства 1991. | Рекорди пре почетка Светског првенства 1991. | Рекорди пре почетка Светског првенства 1991. | Рекорди пре почетка Светског првенства 1991. |
| --------------------------------------------- | -------------------------------------------- | -------------------------------------------- | -------------------------------------------- | -------------------------------------------- | -------------------------------------------- |
| Олимпијски рекорди                            | Надежда Олизаренко                           | Совјетски Савез                              | 1:53,43                                      | Москва, Совјетски Савез                      | 27. јул 1980.                                |
| Светски рекорд                                | Јармила Кратохвилова                         | Чехословачка                                 | 1:53,28                                      | Минхен, Западна Немачка                      | 26. јул 1983.                                |
| Рекорд светских првенстава                    | Јармила Кратохвилова                         | Чехословачка                                 | 1:54,68                                      | Хелсинки, Финска                             | 9. август 1983.                              |
| Најбољи резултат сезоне                       | Светлана Мастеркова                          | Совјетски Савез                              | 1:57,23                                      | Кијев, Совјетски Савез                       | 11. јул 1991.                                |
| Афрички рекорд                                | Хасиба Булмерка                              | Алжир                                        | 1:58,72                                      | Рим, Италија                                 | 11. јул 1991.                                |
| Азијски рекорд                                | Сумеј Суен                                   | Кина                                         | 1:58,56                                      | Барселона, Шпанија                           | 9. септембар 1989.                           |
| Северноамерички рекорд                        | Ана Фиделиа Кирот                            | Куба                                         | 1:54,44                                      | Барселона, Шпанија                           | 9. септембар 1989.                           |
| Јужноамерички рекорд                          | Летисија Вријезде                            | Суринам                                      | 1:59,38                                      | Осло, Норвешка                               | 6. јул 1991.                                 |
| Европски рекорд                               | Јармила Кратохвилова                         | Чехословачка                                 | 1:53,28                                      | Минхен, Западна Немачка                      | 26. јул 1983.                                |
| Океанијски рекорд                             | Џуди Полок                                   | Аустралија                                   | 1:59,93                                      | Монтреал, Канада                             | 24. јул 1976.                                |
| Рекорди остварени на Светском првенству 1991. |                                              |                                              |                                              |                                              |                                              |
| Светски рекорд за јуниоре                     | Марија Мутола                                | Мозамбик                                     | 1:57,63                                      | Токио, Јапан                                 | 26. август 1991.                             |
| Афрички рекорд                                | Марија Мутола                                | Мозамбик                                     | 1:57,63                                      | Токио, Јапан                                 | 26. август 1991.                             |
| Јужноамерички рекорд                          | Летисија Вријезде                            | Суринам                                      | 1:58,25                                      | Токио, Јапан                                 | 26. август 1991.                             |

### Најбољи резултати у 1991. години
Десет најбољих атлетичарки сезоне у трци на 800 метара пре почетка првенства (23. август 1991), имале су следећи пласман.
| 1.  | Светлана Мастеркова    | Совјетски Савез  | 1:57,23 | 11. јул    |
| 2.  | Ана Фиделија Кирот     | Куба             | 1:57,34 | 15. јул    |
| 3.  | Ела Ковач              | Румунија         | 1:57,93 | 15. јул    |
| 4.  | Дојна Мелинте          | Румунија         | 1:58,11 | 3. јул     |
| 5.  | Људмила Рогачова       | Совјетски Савез  | 1:58,67 | 18. август |
| 6.  | Хасиба Булмерка        | Алжир            | 1:58,72 | 17. јул    |
| 7.  | Зелда Преториус        | Јужна Африка     | 1:58,85 | 1. април   |
| 8.  | Габријела Катарина Леш | Сједињене Државе | 1:59,24 | 27. јун    |
| 9.  | Шармејн Крукс          | Канада           | 1:59,36 | 6. јул     |
| 10. | Летитија Врисде        | Суринам          | 1:59,38 | 6. јул     |

Такмичарке чија су имена подебљана учествују на СП 1991.

## Сатница
| Датум            | Време | Рунда         |
| ---------------- | ----- | ------------- |
| 24. август 1991. | 17:35 | Квалификације |
| 25. август 1991. | 19:20 | Полуфинале    |
| 26. август 1991. | 19:10 | Финале        |

Сва времена су по локалном времену (UTC+7)

## Резултати

### Квалификације
Такмичење је одржано 24. августа 1991. године са почетком у 17:35 по локалном времену. У квалификацијама су учествовале 36 такмичарки подељене у 5 група. Пласман у полуфинале избориле су по 2 најбрже атлетичарке из сваке групе (КВ) и 6 атлетичарки са најбољим резултатима (кв).,
| Поз. | Група | Атлетичарка                       | Земља                | ЛР       | ЛРС      | Резултат | Нап.      |
| ---- | ----- | --------------------------------- | -------------------- | -------- | -------- | -------- | --------- |
| 1.   | 4     | Делиса Волтон-Флојд               | САД                  | 1:57,80  |          | 2:00,05  | КВ, Диск. |
| 2.   | 4     | Бирте Брунс                       | Немачка              | 1:59,17  |          | 2:00,11  | КВ        |
| 3.   | 4     | Лилија Нурутдинова                | Совјетски Савез      |          |          | 2:00,13  | кв        |
| 4.   | 3     | Марија Мутола                     | Мозамбик             | 2:04,36  |          | 2:00,86  | КВ        |
| 5.   | 3     | Ана Фиделија Кирот                | Куба                 | 1:54,44  |          | 2:00,88  | КВ        |
| 6.   | 3     | Зигрун Грау                       | Немачка              | 1:55,26  |          | 2:00,99  | кв        |
| 7.   | 1     | Ела Ковач                         | Румунија             | 1:55,68  | 2:01,75д | 2:01,06  | КВ        |
| 8.   | 4     | Лорејн Бејкер                     | Уједињено Краљевство | 1:59,67  |          | 2:01,22  | кв        |
| 9.   | 1     | Ен Грифитс                        | Уједињено Краљевство |          |          | 2:01,44  | КВ        |
| 10.  | 5     | Кристине Вахтел                   | Немачка              | 1:55,32  | 2:01,51д | 2:01,45  | КВ        |
| 11.  | 5     | Летитија Врисде                   | Суринам              | 1:59,79  |          | 2:01,45  | КВ        |
| 12.  | 1     | Марија Магнолија Соуза Фигуеиредо | Бразил               |          |          | 2:01,71  | кв        |
| 13.  | 1     | Џоета Кларк-Дигс                  | САД                  | 2:00,83  | 2:02,02д | 2:01,81  | кв        |
| 14.  | 5     | Милена Матејковицова-Стрнадова    | Чехословачка         | 1:57,28  |          | 2:01,95  | кв        |
| 15.  | 4     | Елен Ван Ланген                   | Холандија            |          |          | 2:02,02  |           |
| 16.  | 4     | Ајслинг Молој                     | Ирска                | 2:02,87д | 2:02,93д | 2:02,31  |           |
| 17.  | 3     | Марија Акрака                     | Шведска              | 2:00,58  | 2:00,58  | 2:02,58  |           |
| 18.  | 5     | Ина Јевсејева                     | Совјетски Савез      | 1:56,0   |          | 2:03,09  |           |
| 19.  | 3     | Маите Зуњига                      | Шпанија              | 1:58,88  | 1:58,88  | 2:03,24  |           |
| 20.  | 5     | Тудорита Чиду                     | Румунија             | 2:02,85д |          | 2:03,81  |           |
| 21.  | 5     | Елза Амарал                       | Португалија          | 2:01,21  |          | 2:03,83  |           |
| 22.  | 1     | Тули Мерикоски-Силиус             | Финска               | 2:00,59  | 2:00,59  | 2:03,84  |           |
| 23.  | 2     | Светлана Мастеркова               | Совјетски Савез      | 1:57,23  | 1:57,23  | 2:04,52  | КВ        |
| 24.  | 2     | Шармејн Крукс                     | Канада               | 1:58,52  | 2:01,63д | 2:04,60  | КВ        |
| 25.  | 5     | Пола Фрајер                       | Уједињено Краљевство | 1:59,76  | 1:59,76  | 2:04,64  |           |
| 26.  | 2     | Мередит Рејни-Валмон              | САД                  | 2:02,19д | 2:02,19д | 2:04,84  |           |
| 27.  | 3     | Едит Накијинги                    | Уганда               | 2:00,88  |          | 2:05,19  |           |
| 28.  | 2     | Митика Жунгјату-Константин        | Румунија             | 1:59,66  |          | 2:06,53  |           |
| 29.  | 1     | Габријела Дорио                   | Италија              | 1:57,66  |          | 2:07,54  |           |
| 30.  | 2     | Шерон Стјуарт                     | Аустралија           | 2:00,17  | 2:00,17  | 2:08,72  |           |
| 31.  | 2     | Ангелина Мантокоане Питсо         | Лесото               | 2:10.2   |          | 2:24,63  |           |
| 32.  | 1     | Нана-Кадидиа Тхера                | Мали                 |          |          | 2:30,77  |           |
| 33.  | 5     | Силене Блејк                      | Јордан               |          |          | 2:51,71  |           |
| 34.  | 4     | Шармејн Вилијамс                  | Теркс и Кејкос       | 2:35,86  | 2:35,86  | 3:00,97  |           |
|      | 3     | Дон Вилијамс-Север                | Доминика             | 2:14,05  | 2:14,05  | НС       |           |
|      | 2     | Шермејн Рос                       | Гернзи               |          |          | НС       |           |

### Полуфинале
Такмичење је одржано 25. августа 1991. године са почетком у 19:20 по локалном времену. У полуфиналу су учествовале 16 такмичарки, подељене у 2 групе. У финале су се пласирале по 4 првопласиране из група (КВ).,
| Позиција | Група | Атлетичарка                       | Земља                | Резултат | Нап.      |
| -------- | ----- | --------------------------------- | -------------------- | -------- | --------- |
| 1.       | 2     | Кристине Вахтел                   | Немачка              | 1:59,10  | КВ        |
| 2.       | 2     | Летитија Врисде                   | Суринам              | 1:59,15  | КВ        |
| 3.       | 2     | Светлана Мастеркова               | Совјетски Савез      | 1:59,15  | КВ        |
| 4.       | 2     | Марија Мутола                     | Мозамбик             | 1:59,29  | КВ        |
| 5.       | 2     | Бирте Брунс                       | Немачка              | 1:59,93  |           |
| 6.       | 1     | Ана Фиделија Кирот                | Куба                 | 2:00,08  | КВ        |
| 7.       | 1     | Ела Ковач                         | Румунија             | 2:00,13  | КВ        |
| 8.       | 1     | Лилија Нурутдинова                | Совјетски Савез      | 2:00,13  | КВ        |
| 9.       | 1     | Ен Грифитс                        | Уједињено Краљевство | 2:00,30  | КВ        |
| 10.      | 1     | Милена Матејковицова-Стрнадова    | Чехословачка         | 2:00,47  |           |
| 11.      | 2     | Шармејн Крукс                     | Канада               | 2:00,63  |           |
| 12.      | 2     | Лорејн Бејкер                     | Уједињено Краљевство | 2:01.32  |           |
| 13.      | 2     | Делиса Волтон-Флојд               | САД                  | 2:00,05  | КВ, Диск. |
| 14.      | 1     | Марија Магнолија Соуза Фигуеиредо | Бразил               | 2:01.53  |           |
| 15.      | 1     | Џоета Кларк-Дигс                  | САД                  | 2:02,35  |           |
|          | 1     | Зигрун Грау                       | Немачка              | НС       |           |

### Финале
Такмичење је одржано 26. августа 2019. године у 19:10 по локалном времену.,
| Позиција | Атлетичарка         | Земља                | Резултат | Нап.            |
| -------- | ------------------- | -------------------- | -------- | --------------- |
|          | Лилија Нурутдинова  | Совјетски Савез      | 1:57,50  |                 |
|          | Ана Фиделија Кирот  | Куба                 | 1:57,55  |                 |
|          | Ела Ковач           | Румунија             | 1:57,58  |                 |
| 4.       | Марија Мутола       | Мозамбик             | 1:57,63  | СРј АФР, НР, ЛР |
| 5.       | Летитија Врисде     | Суринам              | 1:58,25  | ЈАР, НР, ЛР     |
| 6.       | Кристине Вахтел     | Немачка              | 1:58,90  |                 |
| 7.       | Ен Грифитс          | Уједињено Краљевство | 2:01,01  |                 |
| 8.       | Светлана Мастеркова | Совјетски Савез      | 2:02,92  |                 |